# Хидекель, Лазарь Маркович
Ла́зарь Ма́ркович Хиде́кель (29 декабря 1904, Витебск — 22 ноября 1986, Ленинград) — советский архитектор и педагог.

## Биография

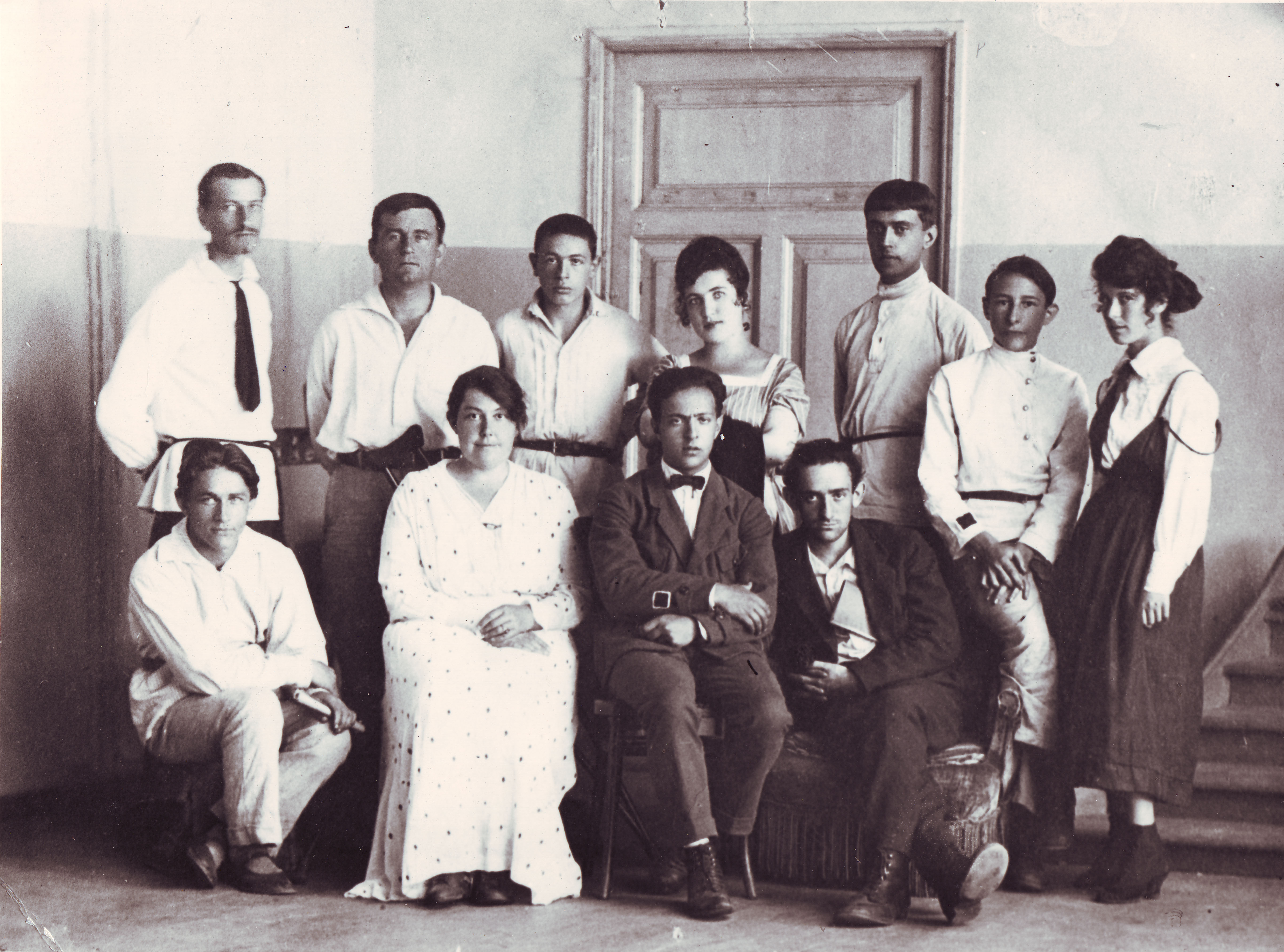
УНОВИС. Июнь 1922. Витебск. Стоят (слева направо): Иван Червинко, Казимир Малевич, Ефим Рояк, Анна Каган, Николай Суетин, Лев Юдин, Евгения Магарил. Сидят (слева направо): Михаил Векслер, Вера Ермолаева, Илья Чашник, Лазарь Хидекель

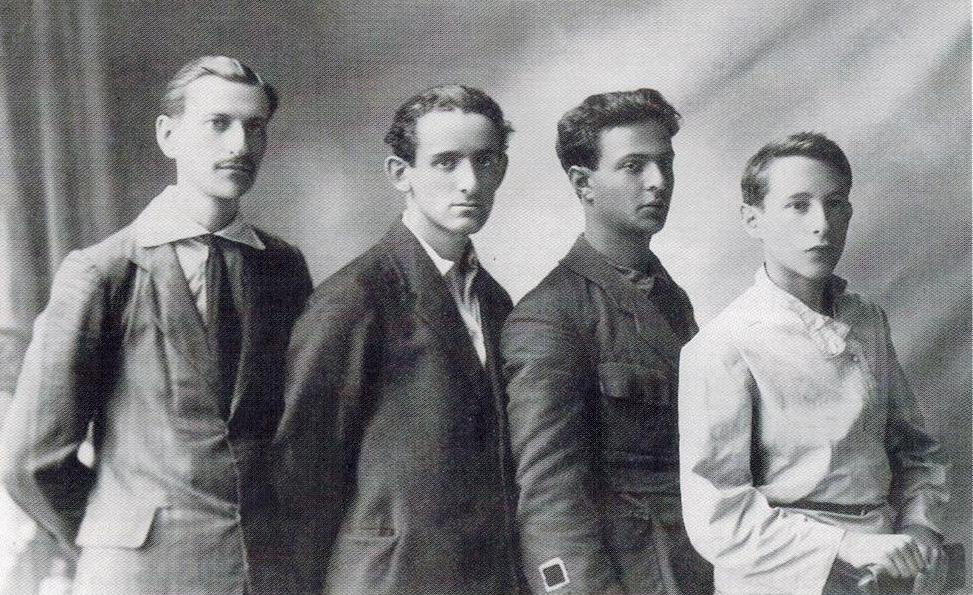
Иван Червинко, Лазарь Хидекель, Илья Чашник, Лев Юдин. Витебск, май 1922

Лазарь Маркович Хидекель родился 16 (29) декабря 1904 года в еврейской семье в Витебске. Его отец, Мордух Аронович (1867—1932), также был архитектором. Учился у М. Добужинского, М. Шагала и К. Малевича. В 1918 году, в 14 лет, принят в виде исключения (юный возраст) в Витебскую народную художественную школу, ученик М. Шагала и М. Добужинского по классу акварели. В 1918—1919 — ученик и подмастерье Эля Лисицкого в его витебской архитектурной студии. В шестнадцать — ученик и последователь Казимира Малевича, один из создателей УНОВИСа, возглавляет Архитектурную студию УНОВИСа. В 1922 году окончил Витебский художественно-промышленный институт. В 1922—1928 — возглавляет архитектурную лабораторию ГИНХУКа (до 1926) и ГИИИ. В 1929 году окончил Институт гражданских инженеров в Ленинграде (ЛИСИ). С 1934 года — руководитель мастерской Ленпроекта. В годы Великой Отечественной войны — главный архитектор института «Механобр». Преподаватель, профессор Ленинградского инженерно-строительного института, декан архитектурного факультета.
Скончался Лазарь Хидекель 22 ноября 1986 года в Ленинграде. Похоронен на кладбище посёлка Комарово.

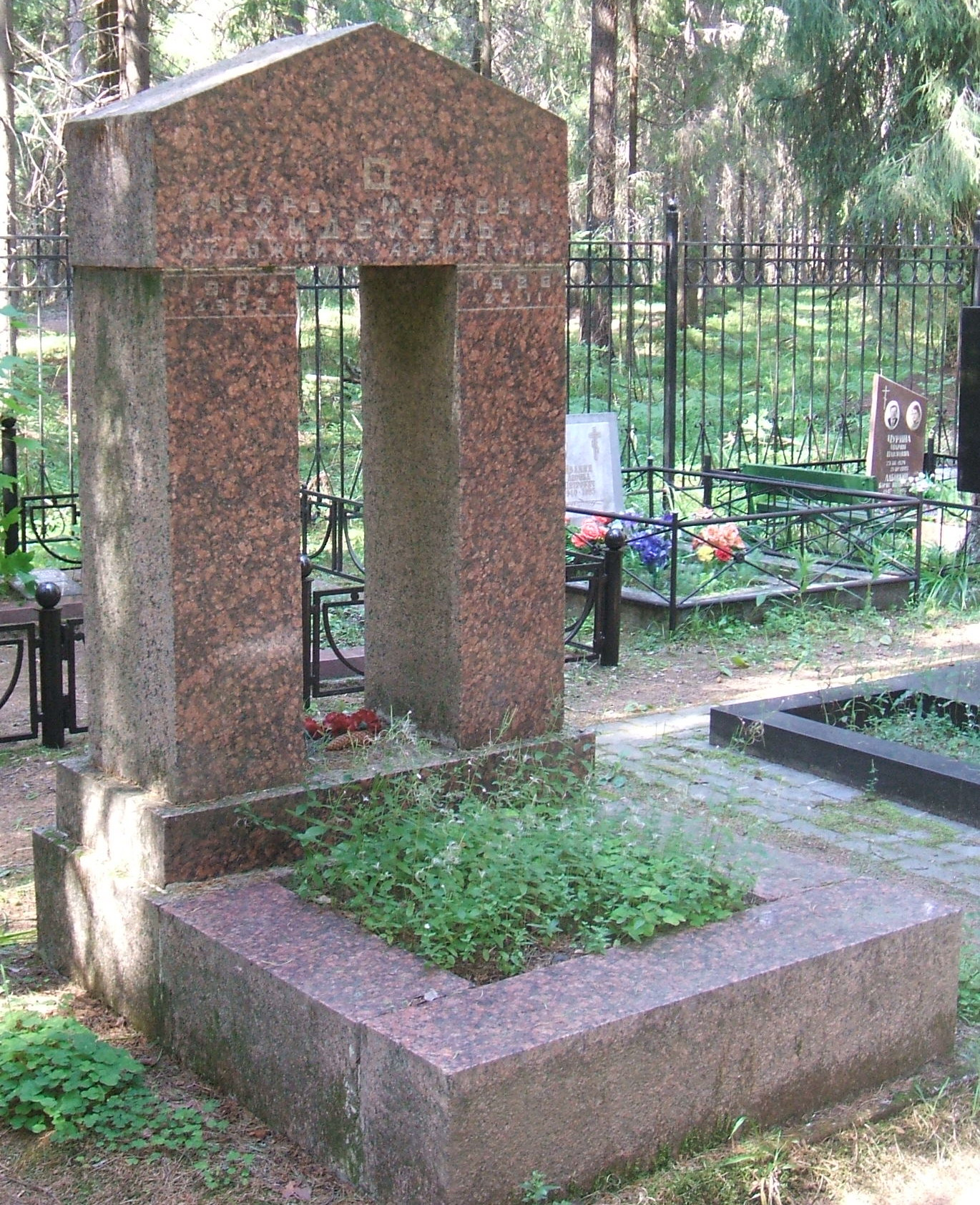
Могила Лазаря Хидекеля на Комаровском кладбище

Брат архитектора — Льва Марковича Хидекеля.

## Творчество
Лазарь Хидекель называл себя «художником-архитектором», позже добавив прозвище «фантаст» как ссылку на одну из центральных особенностей своего искусства и архитектуры: «видение Супрематических структур, плавающих в пространстве», которое впервые проявилось как космические станции землян в его работах Витебского периода УНОВИС-а в 1920—1921 годах и позже — в футуристических городах, которые он задумал в середине 1920-х годов.
Дарование Хидекеля как архитектора было признано на раннем этапе, начиная с его широко известного клуба рабочих 1926 года, который вошёл в историю как первое в мире супрематическое архитектурное сооружение. По сути, начав с работы с Элем Лисицким над переходом от планарного супрематизма к трехмерному, Хидекель стал не просто первым, а действительно единственным супрематическим архитектором. По его мнению, авангардная архитектура происходила из этой современной изобразительной системы.

## Наследие
Изучение и публикация супрематического наследия Хидекеля последовали за несколькими десятилетиями сталинского запрета и совпали с постепенным открытием русского авангарда и его создателей во время хрущёвской оттепели. Этот процесс, начавшийся в конце 1960-х годов, стал результатом усилий группы советских и зарубежных учёных.
Так, Л. А. Жадова утверждала, что «Хидекель был главным помощником Малевича в его архитектурных экспериментах 1924—1925».

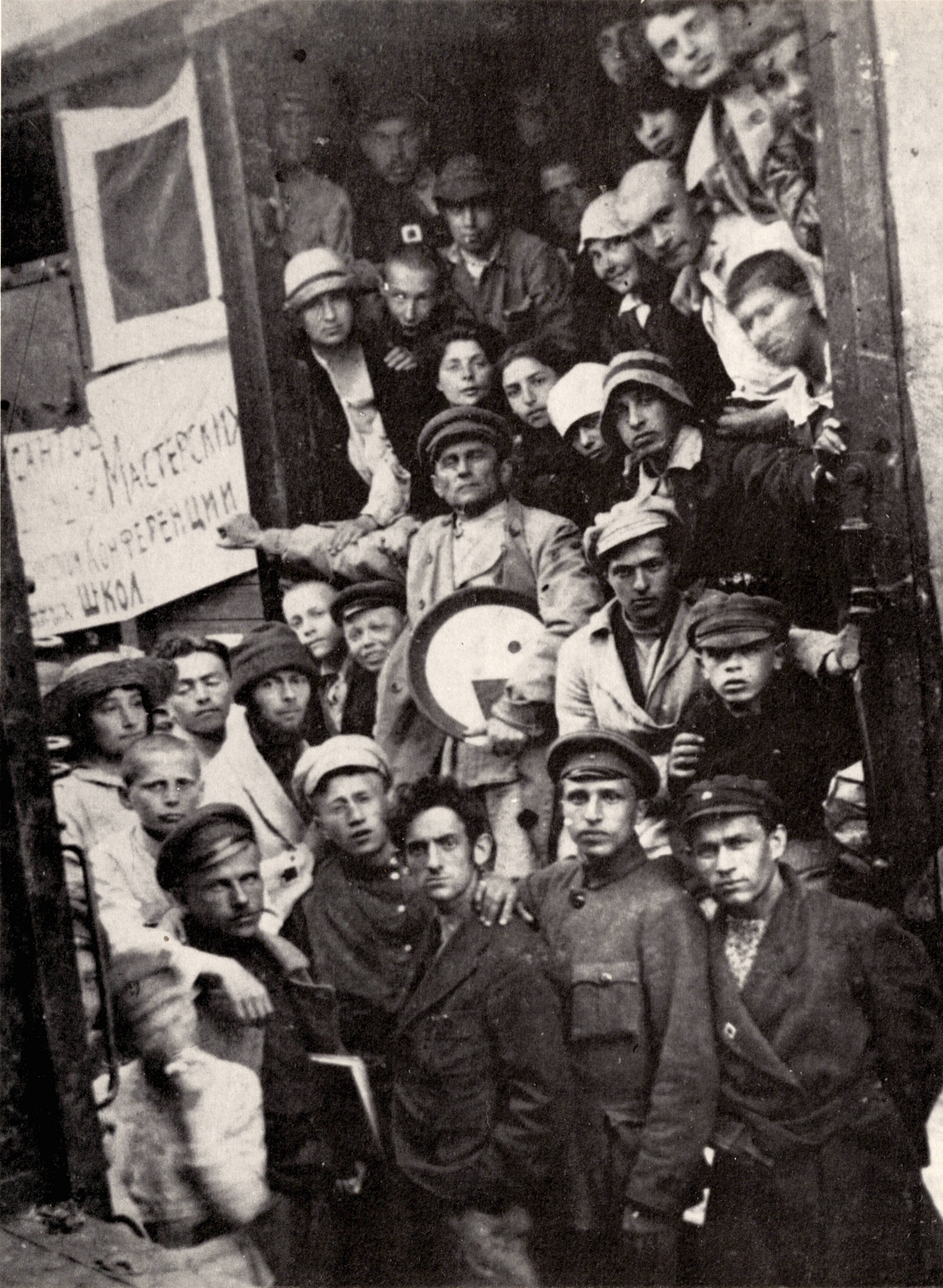
Групповое фото студентов и преподавателей УНОВИСа. Л. Хидекель стоит третий справа в первом ряду. В центре К. Малевич с супремой в руке указывает на плакат. Витебск, 1920

Это утверждение на сегодняшний день полностью подтверждается документами из архивов ГИХуК и ГИИИ — много впервые появились в печати в книге «Лазарь Хидекель и Супрематизм» И. Н. Карасик в книге «Лазарь Хидекель и Супрематизм»
С. О. Хан-Магомедов в ходе работы над трудом «Пионеры Советской архитектуры» исследовал более 150 государственных и частных архивов и нашёл жизненно важные недостающие звенья в архиве Хидекеля. «Аксонометрические взгляды Хидекеля, основанные на Супрематических композициях», которые вдохновили его серию космических жилищ (1920—1921) и превратились в работы, связанные с Аэроклубом (1922—1923), были, по словам Хан-Магомедова, «практически первыми по-настоящему архитектурными композициями, основанными на супрематизме.»
Хан-Магомедов отмечает, что, в отличие от картин Малевича 1915—1918 годов, работы Хидекеля, наряду с произведениями нескольких других, прошедших по классу Лисицкого по проекционному рисунку, «состояли не из цветных геометрических фигур, свободно плавающих в белом пространстве, а из вытянутых прямоугольников, соединенных в жесткую крестообразную композицию». Хидекель рассматривал эти графические композиции как свой вклад в структурную трансформацию супрематизма. Описывая цепочку влияния: Малевич — Лисицкий — Хидекель — Никольский, Хан-Магомедов оценил роль Хидекеля и влияние на его профессоров, а также его архитектурное сотрудничество с Никольским и Симоновым в середине 1920-х годов. Их совместно реализованные работы существенно способствовали появлению своеобразного типа супрематического конструктивизма, который характеризовал творчество ленинградского авангарда и «способствовал закреплению процесса творческого экспериментирования советских архитекторов».

## Постройки

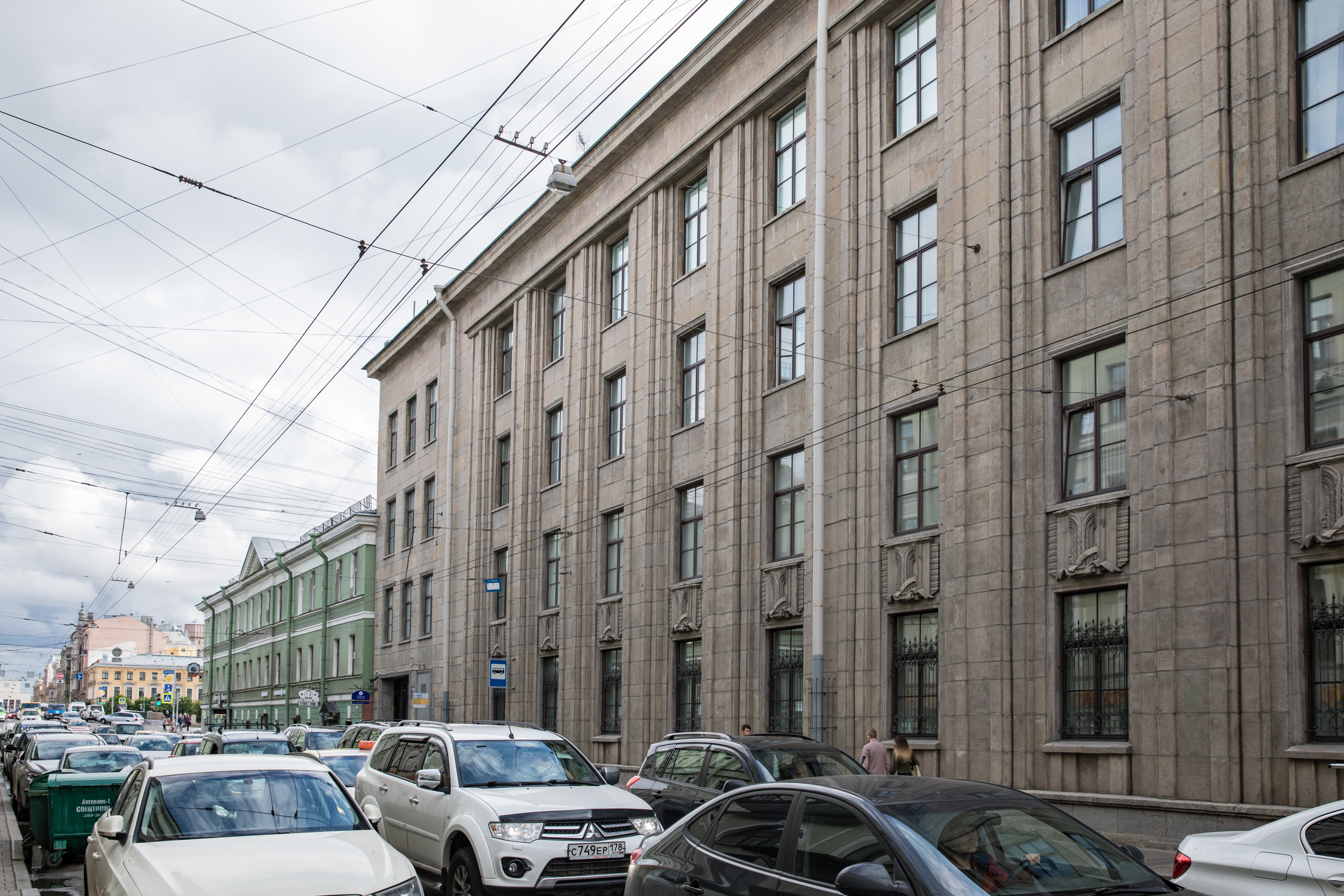
Здание школы — Гороховая ул., 57-а.

- кинотеатр «Москва» —  памятник архитектуры (региональный)[9], Старо-Петергофский проспект, 6, 1937—1939. Первый советский трехзальный кинотеатр. Кинотеатр построен на месте снесенной в 1929 году Церкви св. мчц. Екатерины в Екатерингофе.
- здание Юридического института при ЛГУ — Малоохтинский пр., 98. Первоначально (с 1935 по 1937 гг.) здание проектировалось как Дом культуры. С 1957 здание принадлежит Ленинградскому Гидрометеорологическому институту.
- здание Ленинградского института гражданских инженеров (ЛИСИ) 3-я Красноармейская ул., 3. Здание перестроено в 1970—1980-х гг.[10]
- школа — Мясная ул., № 11. Совместно с братом Львом Марковичем Хидекелем
- школа — Гороховая ул., 57-а, 1940,  памятник архитектуры (вновь выявленный объект)[11]
- школа — Обводный канал, № 143[12]

## Память
- Общество Лазаря Хидекеля[13].